# Halové mistrovství světa v atletice 2001

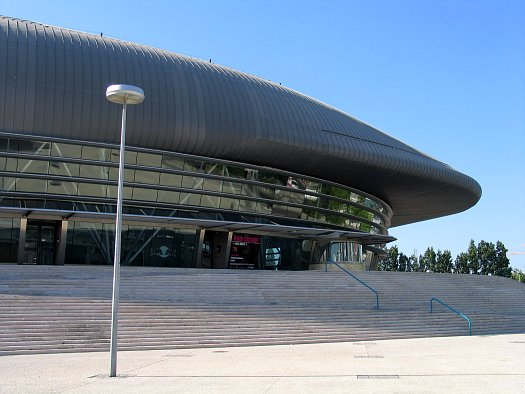
Hala Pavilhão Atlântico

8. halové mistrovství světa v atletice bylo pořádáno v portugalském Lisabonu ve dnech 9. – 11. března 2001 v hale Pavilhão Atlântico. Na programu bylo dohromady 28 disciplín (14 mužských a 14 ženských), kterých se zúčastnilo 510 atletů a atletek ze 136 států světa.

## Česká účast
Českou republiku na tomto šampionátu reprezentovalo 8 atletů (5 mužů a 3 ženy). V medailovém pořadí národů se Česká republika podělila se Švédskem o čtvrté místo.

## Medailisté

### Muži
| Soutěž            | Zlato                                                                        | Stříbro                                                                              | Bronz                                                                            |
| ----------------- | ---------------------------------------------------------------------------- | ------------------------------------------------------------------------------------ | -------------------------------------------------------------------------------- |
| 60 m              | Tim Harden 6,44                                                              | Tim Montgomery 6,46                                                                  | Mark Lewis-Francis 6,51                                                          |
| 200 m             | Shawn Crawford 20,63                                                         | Christian Malcolm 20,76                                                              | Patrick van Balkom 20,96                                                         |
| 400 m             | Daniel Caines 46,40                                                          | Milton Campbell 46,45                                                                | Danny McFarlane 46,74                                                            |
| 800 m             | Jurij Borzakovskij 1:44,49                                                   | Johan Botha 1:45,87                                                                  | André Bucher 1:46,46                                                             |
| 1500 m            | Rui Silva 3:51,06                                                            | Reyes Estévez 3:51,25                                                                | Noah Ngeny 3:51,63                                                               |
| 3000 m            | Hišám Al-Karúdž 7:37,74                                                      | Mohammed Mourhit 7:38,94                                                             | Alberto García 7:39,96                                                           |
| 60 m př.          | Terrence Trammell 7,51                                                       | Anier García 7,54                                                                    | Shaun Bownes 7,55                                                                |
| Štafeta 4 × 400 m | Polsko 3:04,47 Piotr Rysiukiewicz Piotr Haczek Jacek Bocian Robert Maćkowiak | Rusko 3:04,82 (NR) Alexandr Ladejščikov Ruslan Maščenko Boris Gorban Andrej Semjonov | Jamajka 3:05,45 Michael McDonald Davian Clarke Michael Blackwood Danny McFarlane |
| Skok do výšky     | Stefan Holm 2,35 m                                                           | Andrij Sokolovskyj 2,29 m                                                            | Staffan Strand 2,29 m                                                            |
| Skok o tyči       | Lawrence Johnson 5,95 m                                                      | Tye Harvey 5,90 m                                                                    | Romain Mesnil 5,85 m                                                             |
| Skok daleký       | Iván Pedroso 8,43 m                                                          | Kareem Streete 8,16 m                                                                | Carlos Calado 8,16 m                                                             |
| Trojskok          | Paolo Camossi 17,32 m                                                        | Jonathan Edwards 17,26 m                                                             | Andrew Murphy 17,20 m                                                            |
| Vrh koulí         | John Godina 20,82 m                                                          | Adam Nelson 20,72 m                                                                  | Manuel Martínez 20,67 m                                                          |
| Sedmiboj          | Roman Šebrle 6 420 bodů                                                      | Jón Magnússon 6 233 bodů                                                             | Lev Lobodin 6 202 bodů                                                           |

### Ženy
| Soutěž            | Zlato                                                                            | Stříbro                                                                                      | Bronz                                                                                     |
| ----------------- | -------------------------------------------------------------------------------- | -------------------------------------------------------------------------------------------- | ----------------------------------------------------------------------------------------- |
| 60 m              | Chandra Sturrupová 7,05                                                          | Angela Williamsová 7,09                                                                      | Chryste Gainesová 7,12                                                                    |
| 200 m             | Juliet Campbellová 22,64                                                         | LaTasha Jenkinsová 22,96                                                                     | Natalia Safronnikovová 23,17                                                              |
| 400 m             | Sandie Richardsová 51,04                                                         | Olga Kotljarovová 51,56                                                                      | Olesja Zykinová 51,71                                                                     |
| 800 m             | Maria Mutolaová 1:59,74                                                          | Stephanie Grafová 1:59,78                                                                    | Helena Fuchsová 2:01,18                                                                   |
| 1500 m            | Hasna Benhassiová 4:10,83                                                        | Violeta Szekely 4:11,17                                                                      | Natalia Gorelovová 4:11,74                                                                |
| 3000 m            | Olga Jegorovová 8:37,48                                                          | Gabriela Szabóová 8:39,65                                                                    | Jelena Zadorožná 8:40,15                                                                  |
| 60 m př.          | Anjanette Kirklandová 7,85                                                       | Michelle Freemanová 7,92                                                                     | Nicole Ramalalanirinaová 7,96                                                             |
| Štafeta 4 × 400 m | Rusko 3:30,00 Julia Nosovová Olesja Zykinová Julia Sotnikovová Olga Kotljarovová | Jamajka 3:30,79 Charmaine Howellová Juliet Campbellová Catherine Scottová Sandie Richardsová | Německo 3:31,00 Claudia Marxová Birgit Rockmeierová Florence Ekpo-Umohová Shanta Ghoshová |
| Skok do výšky     | Kajsa Bergqvistová 2,00 m                                                        | Inga Babakovová 2,00 m                                                                       | Venelina Venevová 1,96 m                                                                  |
| Skok o tyči       | Pavla Hamáčková 4,56 m                                                           | Světlana Feofanovová 4,51 m Kellie Suttleová 4,51 m                                          | neudělena                                                                                 |
| Skok daleký       | Dawn Burrellová 7,03 m                                                           | Taťjana Kotovová 6,98 m                                                                      | Niurka Montalvová 6,88 m                                                                  |
| Trojskok          | Tereza Marinovová 14,91 m                                                        | Taťjana Lebeděvová 14,85 m                                                                   | Tiombe Hurdová 14,19 m                                                                    |
| Vrh koulí         | Larisa Pelešenková 19,84 m                                                       | Nadzeja Astapčuková 19,24 m                                                                  | Světlana Kriveljovová 19,18 m                                                             |
| Pětiboj           | Natalja Sazanovičová 4 850 bodů                                                  | Jelena Prochorovová 4 711 bodů                                                               | Karin Ertlová 4 678 bodů                                                                  |

## Medailové pořadí
| Umístění | Stát               | Zlato | Stříbro | Bronz | Celkem |
| -------- | ------------------ | ----- | ------- | ----- | ------ |
| 1.       | USA                | 7     | 7       | 2     | 16     |
| 2.       | Rusko              | 4     | 6       | 5     | 15     |
| 3.       | Jamajka            | 2     | 2       | 2     | 6      |
| 4.       | Česko              | 2     | 0       | 1     | 3      |
| 4.       | Švédsko            | 2     | 0       | 1     | 3      |
| 6.       | Maroko             | 2     | 0       | 0     | 2      |
| 7.       | Spojené království | 1     | 2       | 1     | 4      |
| 8.       | Bělorusko          | 1     | 1       | 1     | 3      |
| 9.       | Kuba               | 1     | 1       | 0     | 2      |
| 10.      | Bulharsko          | 1     | 0       | 1     | 2      |
| 10.      | Portugalsko        | 1     | 0       | 1     | 2      |
| 12.      | Bahamy             | 1     | 0       | 0     | 1      |
| 12.      | Itálie             | 1     | 0       | 0     | 1      |
| 12.      | Mosambik           | 1     | 0       | 0     | 1      |
| 12.      | Polsko             | 1     | 0       | 0     | 1      |
| 16.      | Ukrajina           | 0     | 2       | 0     | 2      |
| 16.      | Rumunsko           | 0     | 2       | 0     | 2      |
| 18.      | Španělsko          | 0     | 1       | 3     | 4      |
| 19.      | Jižní Afrika       | 0     | 1       | 1     | 2      |
| 20.      | Rakousko           | 0     | 1       | 0     | 1      |
| 20.      | Belgie             | 0     | 1       | 0     | 1      |
| 20.      | Kajmanské ostrovy  | 0     | 1       | 0     | 1      |
| 20.      | Island             | 0     | 1       | 0     | 1      |
| 24.      | Francie            | 0     | 0       | 2     | 2      |
| 24.      | Německo            | 0     | 0       | 2     | 2      |
| 26.      | Austrálie          | 0     | 0       | 1     | 1      |
| 26.      | Keňa               | 0     | 0       | 1     | 1      |
| 26.      | Nizozemsko         | 0     | 0       | 1     | 1      |
| 26.      | Švýcarsko          | 0     | 0       | 1     | 1      |